# Thông gió

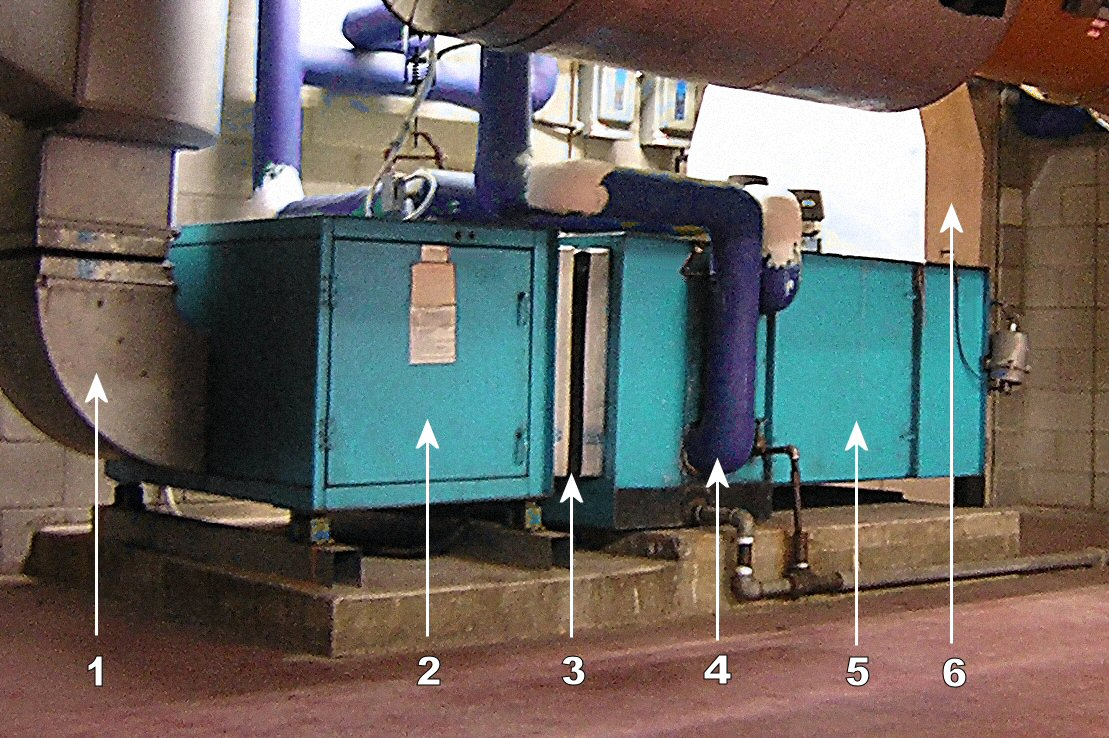
Một thiết bị xử lý không khí được sử dụng để làm nóng hoặc làm mát không khí ở khu trung tâm.

Thông gió (chữ V trong HVAC, hệ thống điều hòa không khí) là quá trình "thay đổi" hoặc thay thế không khí trong bất kỳ không gian nào để cung cấp không khí chất lượng cao bên trong (tức là để kiểm soát nhiệt độ, bổ sung oxy, hoặc loại bỏ hơi ẩm, mùi hôi, khói, hơi nóng, bụi, vi khuẩn trong không khí, và carbon dioxide). Hệ thống thông gió được sử dụng để loại bỏ những mùi khó chịu và hơi ẩm quá mức, đưa không khí ở bên ngoài vào, duy trì sự lưu thông không khí trong các tòa nhà, và để ngăn chặn tình trạng trì trệ của không khí bên trong.
Thông gió bao gồm cả việc trao đổi không khí với bên ngoài cũng như lưu thông không khí trong một tòa nhà. Đây là một trong những yếu tố quan trọng nhất để duy trì chất lượng không khí bên trong các tòa nhà ở mức có thể chấp nhận được. Các phương pháp thông gió một tòa nhà có thể được chia thành hai dạng là cơ khí hoặc tự nhiên.
Thông gió "cơ khí" hay "bắt buộc" được sử dụng để kiểm soát chất lượng không khí bên trong. Hơi ẩm quá mức, các mùi, chất độc hại thường có thể được kiểm soát bằng cách làm loãng hoặc thay thế với không khí bên ngoài. Tuy nhiên, trong khí hậu ẩm, sẽ cần nhiều năng lượng hơn để loại bỏ độ ẩm quá mức từ không khí.
Việc thông gió sẽ làm tăng lượng năng lượng cần thiết cho sưởi ấm và làm mát, tuy nhiên dạng thông gió phục hồi nhiệt có thể được sử dụng để làm giảm sự tiêu thụ năng lượng. Việc này liên quan đến sự trao đổi nhiệt giữa hai dòng khí vào và ra. Ngoài ra, thông gió phục hồi nhiệt cũng bao gồm cả sự trao đổi ẩm.
Bếp và phòng tắm thường có ống xả khí cơ khí để kiểm soát mùi hôi và đôi khi là độ ẩm. Các nhà bếp còn có vấn đề khác phải đối mặt như khói và dầu mỡ. Những yếu tố trong thiết kế của các hệ thống như vậy bao gồm lưu lượng (là một chức năng của tốc độ quạt và kích cỡ ống xả) và độ ồn. Nếu ống dẫn cho quạt đi qua không gian không được sưởi ấm (ví dụ như tầng áp mái), các ống dẫn phải được cách nhiệt để ngăn chặn sự ngưng tụ trên ống dẫn. Quạt thổi trực tiếp thì có sẵn cho nhiều thiết bị, và có thể làm giảm nhu cầu bảo trì.
Các loại quạt trần và quạt bàn sẽ lưu thông không khí trong phòng với mục đích làm giảm nhiệt sinh ra do sự bốc hơi của mồ hôi trên da của những người sống trong đó. Vì không khí nóng bay lên, quạt trần có thể được sử dụng để giữ cho phòng ấm hơn trong mùa đông bằng cách tuần hoàn không khí ấm phân tầng từ trần nhà xuống sàn nhà. Quạt trần không tạo sự thông gió cũng như đưa không khí từ ngoài vào.
Sự thông gió tự nhiên là sự thông gió của một tòa nhà với không khí bên ngoài mà không cần dùng quạt hay hệ thống cơ khí khác. Điều này có thể đạt được với các cửa sổ mở được hoặc lỗ thông hơi nhỏ giọt khi không gian để thông gió nhỏ và kiến trúc cho phép thực hiện. Còn trong các hệ thống phức tạp hơn thì không khí ấm áp trong tòa nhà có thể được để cho bay lên và thoát ra tại phần khe hở bên trên (hiệu ứng ống khói) do đó ép dòng không khí mát ở bên ngoài bị lôi hút vào trong tòa nhà một cách tự nhiên qua các lỗ hở ở khu vực thấp hơn. Những hệ thống này sử dụng năng lượng rất ít nhưng phải được bảo quản kỹ để đảm bảo sự thoải mái của người ở trong. Trong những tháng ấm hoặc ẩm ướt, ở nhiều điều kiện khí hậu, việc duy trì sự thoải mái về mặt nhiệt độ mà chỉ thông qua hệ thống thông gió tự nhiên có thể không khả thi, vì vậy những hệ thống điều hòa không khí thông thường sẽ được sử dụng để hỗ trợ. Những bộ phận tiết kiệm không khí cũng thực hiện các chức năng tương tự như hệ thống thông gió tự nhiên, nhưng chúng sử dụng hệ thống quạt cơ khí, ống dẫn, van điều tiết, và hệ thống điều khiển để đưa vào và phân phối dòng khí mát bên ngoài khi thích hợp.

## Định nghĩa
Sự thông gió là sự chuyển động có chủ ý của dòng không khí từ bên ngoài vào bên trong một tòa nhà. Không khí thông gió, theo định nghĩa của Hiệp hội các kỹ sư nhiệt, lạnh và điều hòa không khí của Mỹ trong Tiêu chuẩn ASHRAE 62.1  và Sổ tay ASHRAE, là dòng không khí được sử dụng để cung cấp không khí bên trong với chất lượng chấp nhận được. Nó không được nhầm lẫn với lỗ thông hơi hoặc ống khói; có nghĩa là khí thải của máy sấy quần áo và thiết bị làm nóng như máy nước nóng, lò hơi, lò sưởi và lò đốt củi. Các lỗ thông hơi hoặc ống khói mang các sản phẩm của quá trình đốt cháy mà phải được đưa ra khỏi tòa nhà theo cách an toàn và không gây hại cho những người ở bên trong. Chuyển động của không khí giữa các không gian trong nhà, và không phải ở bên ngoài, được gọi là " lưu chuyển không khí".

## Lịch sử
Sự phát triển của việc thông gió ép buộc được thúc đẩy bởi niềm tin phổ biến vào thế kỷ 18 và đầu thế kỷ 19 về thuyết khí độc của các căn bệnh, ở những nơi mà không khí tù đọng được cho là nguồn lây lan bệnh tật. Phương pháp thông gió đầu tiên là việc sử dụng một ngọn lửa thông thoáng gần lỗ thông hơi mà sẽ ép không khí trong tòa nhà lưu thông. Kỹ sư người Anh John Theophilus Desaguliers đã cho thấy ứng dụng đầu tiên của dạng này, khi đặt các ngọn lửa thông gió trong các ống gió trên mái nhà của Hạ viện. Bắt đầu với Nhà hát Covent Garden,các đèn chùm đốt bằng khí trên trần nhà thường được thiết kế đặc biệt để thực hiện vai trò thông gió.

### Những hệ thống cơ khí

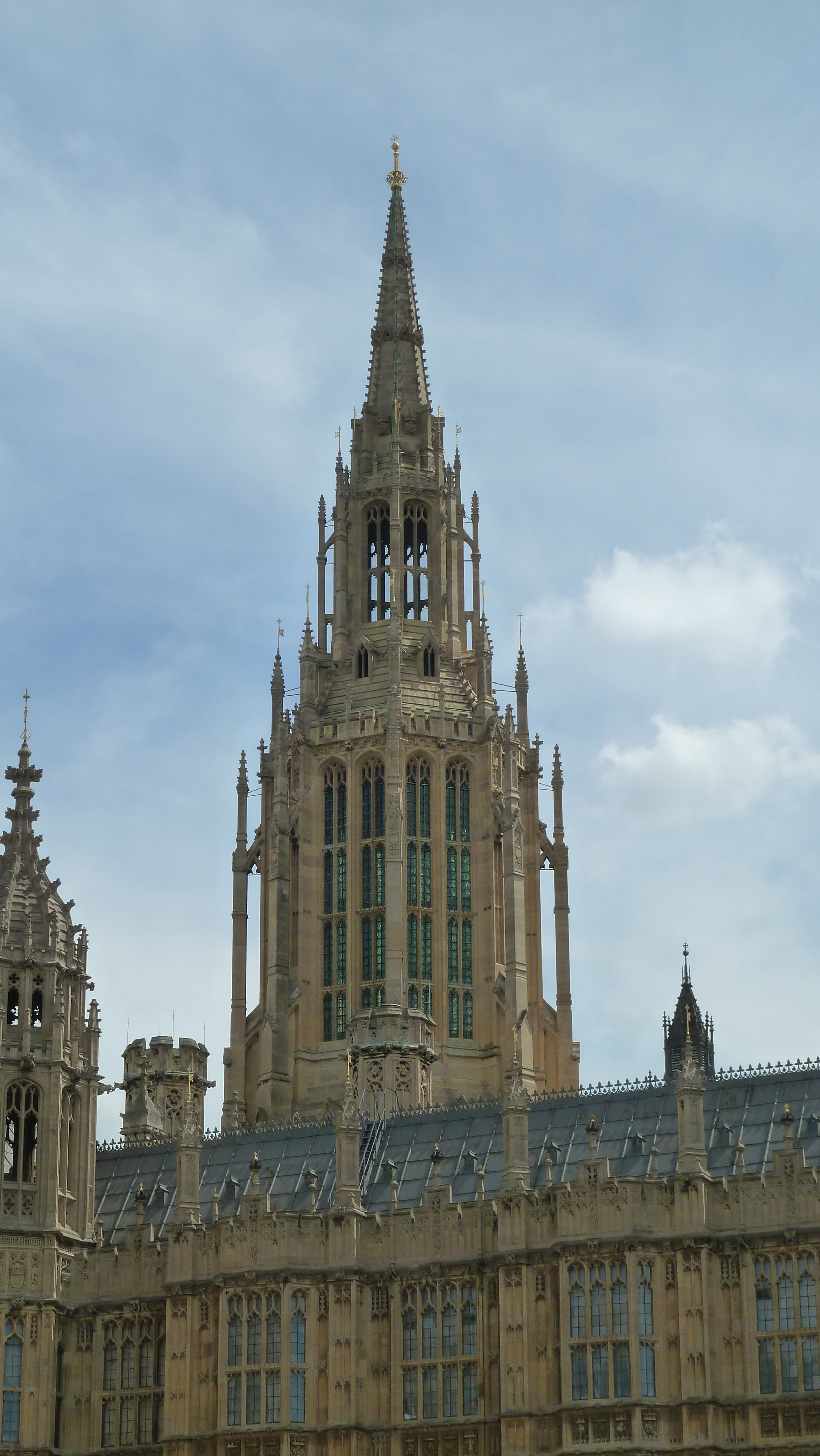
Tháp trung tâm Cung điện Westminster. Phần chóp dạng 8 cạnh là để dùng cho mục đích thông gió, trong một hệ thống phức tạp hơn do Reid thiết kế dựa theo Barry, để hút không khí ra ngoài. Sự thiết kế này là để che đậy một cách thẩm mỹ chức năng chính của nó.

Một hệ thống phức tạp hơn liên quan đến việc sử dụng các thiết bị cơ khí để lưu thông không khí đã được phát triển vào giữa thế kỷ 19. Một hệ thống cơ bản gồm các ống thổi được đưa vào để thông gió nhà tù Newgate và các tòa nhà xa trung tâm, bởi kỹ sư Stephen Hales vào giữa thế kỷ 18. Vấn đề với các thiết bị ban đầu này là chúng cần phải có nhân lực liên tục để hoạt động. David Boswell Reid được gọi để làm chứng trước một ủy ban nghị viện về bản thiết kế kiến trúc được đề xuất cho Hạ viện, sau khi một khu viện cũ đã bị đốt cháy trong một vụ cháy vào năm 1834. Vào tháng 1 năm 1840 Reid được chỉ định bởi ủy ban Thượng viện để xử lý việc xây dựng phần thay thế cho Tòa Nhà Quốc hội. Nhiệm vụ này thật sự nằm trong khả năng của kỹ sư về hệ thống thông gió; và với việc thiết lập như vậy đã bắt đầu một chuỗi dài các cuộc tranh cãi giữa Reid và kiến trúc sư Charles Barry.
Ông ủng hộ việc lắp đặt hệ thống thông gió rất tiên tiến ở khu viện mới. Thiết kế của ông làm cho không khí bị hút vào một căn hầm ngầm, nơi mà không khí sẽ trải qua một trong 2 quá trình sưởi ấm hoặc làm mát. Sau đó nó sẽ đi lên thông qua hàng ngàn lỗ nhỏ được khoan vào sàn nhà và vào một buồng, và sẽ được xử lý thông qua trần bởi một ngọn lửa thông gió đặc biệt bên trong một ống khói lớn.
Danh tiếng của Reid đã được biết đến bởi công trình của mình ở Westminster. Ông được ủy thác thực hiện một cuộc khảo sát chất lượng không khí trong các đường hầm vào năm 1837 bởi công ty đường sắt Leeds và Selby. Các bồn hơi nước được xây dựng cho các cuộc thám hiểm Niger vào năm 1841 được trang bị thêm hệ thống thông gió dựa trên mô hình mẫu ở Westminster của Reid. Không khí được sấy khô, lọc và đi qua than củi.
Phương pháp thông gió của Reid cũng đã được áp dụng đầy đủ hơn tại đại sảnh St George, Liverpool, nơi mà kiến trúc sư Harvey Lonsdale Elmes đã yêu cầu Reid nên tham gia vào thiết kế hệ thống thông gió. Reid coi đó là tòa nhà duy nhất mà hệ thống của mình đã được thực hiện hoàn chỉnh.

### Các loại quạt
Với việc sử dụng năng lượng hơi nước thực tế, các loại quạt cuối cùng cũng đã có thể được sử dụng trong việc thông gió. Reid đã lắp đặt bốn quạt sử dụng năng lượng hơi nước trên trần của bệnh viện St George ở Liverpool, để mà áp suất được tạo ra bởi quạt sẽ đẩy không khí ở trong đi lên trên và qua các ống ở trần nhà.
Công trình tiên phong của Reis đã cung cấp phần cơ bản cho các hệ thống thông gió ngày nay. Ông đã được tưởng nhớ là "Tiến sĩ Reid người thông gió" trong một cuộc thảo luận về hiệu quả năng lượng ở thế kỷ 21 bởi Nam tước Wade ở Chorlton.

## Sự cần thiết
Khi người hoặc động vật có mặt trong tòa nhà, không khí thông thoáng là cần thiết để làm loãng các mùi và hạn chế nồng độ carbon dioxide cũng như các chất gây ô nhiễm trong không khí như bụi, khói và các hợp chất hữu cơ dễ bay hơi (VOC). Không khí thông thoáng thường được chuyển đến các không gian bởi những hệ thống cơ khí mà cũng có thể làm nóng, mát, ẩm và hút ẩm. Sự chuyển động của không khí vào các tòa nhà có thể xảy ra do sự xâm nhập không kiểm soát được của không khí bên ngoài qua các cấu trúc xây dựng hoặc sử dụng các cách thông gió tự nhiên có chủ ý. Quá trình lọc và xử lý không khí tiên tiến như rửa khí, có thể cung cấp không khí thông thoáng bằng cách làm sạch và tuần hoàn một phần không khí bên trong một tòa nhà.

## Các kiểu thông gió
Hệ thống thông gió cơ khí hoặc ép buộc: thông qua một bộ phận xử lý không khí hoặc đưa trực tiếp vào không gian bằng quạt. Quạt thông gió cục bộ có thể tăng cường độ ấm hoặc thông gió tự nhiên, do đó tăng lưu lượng không khí thông thoáng.
Thông gió tự nhiên xảy ra khi không khí trong một không gian được trao đổi với không khí bên ngoài mà không sử dụng các hệ thống cơ khí, chẳng hạn như quạt. Các dạng thông gió tự nhiên thường thấy thì được thực hiện thông qua các cửa sổ có thể mở được, nhưng cũng có thể đạt được điều đó thông qua khác biệt về nhiệt độ và áp suất giữa các không gian. Tuy nhiên,việc mở cửa sổ hoặc các lỗ thông gió không phải là một lựa chọn tốt cho việc thông gió tầng hầm hoặc cấu trúc nằm mặt đất bên dưới khác. Sự cho phép không khí ở bên ngoài vào một thiết bị làm mát dưới mặt đất sẽ gây ra vấn đề với độ ẩm và sự ngưng tụ.
Thông gió tổng hợp: Sử dụng cả hai quá trình thông gió cơ khí và tự nhiên. Các bộ phận cơ khí và tự nhiên có thể được sử dụng kết hợp với nhau hoặc tách biệt vào những thời điểm khác nhau trong ngày. Các bộ phận tự nhiên, đôi khi phụ thuộc vào điều kiện thời tiết bên ngoài không thể biết trước được, có thể không phải luôn luôn phù hợp để thông gió cho không gian mong muốn. Bộ phận cơ khí sau đó được sử dụng để tăng lưu lượng thông gió tổng thể, đáp ứng được các điều kiện mong muốn. Ngoài ra các bộ phận cơ khí cũng có thể được sử dụng như một biện pháp kiểm soát để điều chỉnh lưu lượng thông gió tự nhiên, ví dụ, để hạn chế tốc độ thay đổi không khí trong các thời điểm có tốc độ gió cao.
Sự thấm gió thì tách biệt với hệ thống thông gió, nhưng thường được sử dụng để cung cấp không khí thông thoáng.

## Hệ số thông gió
Hệ số thông gió, với các tòa nhà CII, thường được thể hiện bằng lưu lượng thể tích của không khí bên ngoài được đưa vào các tòa nhà. Các đơn vị điển hình được sử dụng là feet khối mỗi phút (CFM) hoặc lít mỗi giây (L / s). Hệ số thông gió cũng có thể được tính theo mỗi người hoặc mỗi đơn vị diện tích sàn, chẳng hạn như quản CFM / p hoặc CFM / ft ², hoặc sự thay đổi không khí theo giờ.
Với các tòa nhà dân sự, mà chủ yếu là dựa vào sự thấm gió để đáp ứng nhu cầu thông gió, thước đo hệ số thông gió thường là số lần mà cả thể tích không khí bên trong được thay thế mỗi giờ, và được gọi là sự thay đổi không khí mỗi giờ (viết tắt là I hay ACH; đơn vị 1 / h). Trong mùa đông, ACH có thể dao động từ 0,50 đến 0,41 trong một ngôi nhà được cách nhiệt chặt chẽ đến 1,11 - 1,47 trong một ngôi nhà một cách được cách nhiệt lỏng lẻo.
ASHRAE hiện giờ đề nghị rằng hệ số thông gió phụ thuộc vào diện tích sàn, với giá trị đã hiệu chỉnh so với tiêu chuẩn 62-2001, trong đó ACH tối thiểu là 0,35, nhưng không được ít hơn 15 CFM / người (7,1 L / s / người). Tính đến năm 2003, các tiêu chuẩn đã được thay đổi thành 3 CFM/100 sq ft (15 l/s/100 sq m.) cộng với 7,5 CFM / người (3,5 L / s / người).

## Sự thông gió tự nhiên
Sự thông gió tự nhiên khai thác các lực tự nhiên có sẵn để cung cấp và giảm lượng không khí trong một không gian kín. Có ba dạng thông gió tự nhiên xảy ra trong các tòa nhà. Thông gió do sức gió, các dòng không khí do áp suất ảnh hưởng, và hiệu ứng ống khói  Áp suất được tạo ra bởi "hiệu ứng ống khói" dựa vào sức nổi của dòng không khí nóng hoặc đang bay lên. Sự thông gió do sức gió dựa vào lực của gió thổi trong khu vực để kéo và đẩy không khí thông qua các không gian khép kín cũng như thông qua các lỗ trong lóp phủ của tòa nhà.
Hầu như tất cả các tòa nhà lịch sử đã được áp dụng thông gió tự nhiên. Kỹ thuật này đã thường không được áp dụng trong các tòa nhà lớn hơn tại Mỹ vào cuối thế kỷ 20 khi mà việc sử dụng thiết bị điều hòa không khí trở nên phổ biến hơn. Tuy nhiên, với sự ra đời của phần mềm mô hình xây dựng năng lượng tiến bộ, hệ thống xây dựng tự động được cải thiện (BAS), những yêu cầu thiết kế của Sự lãnh đạo thiết kế năng lượng môi trường (LEED), những kỹ thuật sản xuất cửa sổ được cải thiện; sự thông gió tự nhiên đã hồi sinh trở lại trong các tòa nhà thương mại cả trên toàn cầu và trên khắp nước Mỹ.
Những lợi ích của việc thông gió tự nhiên bao gồm:
- Cải thiện chất lượng không khí bên trong (IAQ)
- Tiết kiệm năng lượng
- Giảm lượng khí thải nhà kính
- Kiểm soát người sử dụng
- Giảm các chứng bệnh văn phòng
- Tăng năng suất làm việc

## Sự thông gió điều khiển theo yêu cầu
Sự thông gió điều khiển theo yêu cầu (DVC) khả thi hóa việc thông gió một cách hợp lý và cải thiện chất lượng không khí trong khi vẫn tiết kiệm được năng lượng. ASHRAE xác định rằng: "Điều này là phù hợp với phương pháp hệ số thông gió mà việc điều khiển theo yêu cầu được cho phép sử dụng để giảm lượng không khí bổ sung bên ngoài vào những lúc ít người ở". Những bộ cảm biến CO2 sẽ điều khiển việc thông gió tùy theo số người đang ở bên trong. Trong suốt quá trình cư ngụ theo thiết kế, một thiết bị với hệ thống DCV sẽ chuyển một lượng không khí từ bên ngoài vào, bằng với lượng không khí mà một thiết bị sử dụng phương pháp hệ số thông gió chuyển vào. Tuy nhiên, DCV có thể hình thành những khoản năng lượng tiết kiệm thiết yếu mỗi khi mà không gian bị chiếm giữ ở dưới mức độ thiết kế. DCV là một ứng dụng được thiết kế tốt , và được yêu cầu ở những không gian đông người bởi những tiêu chuẩn về năng lượng trong các tòa nhà chẳng hạn nhu ASHRAE 90.1 

## Thông gió thoát khí nội bộ (LEV)
Thông gió thoát khí nội bộ hướng đến việc tránh sự ô nhiễm của không khí bên trong gây ra bởi các nguồn khí thải lớn, bằng cách giữ lại các chất ô nhiễm lơ lửng trước khi chúng phát tán vào môi trường. Điều này bao gồm sự kiểm soát hơi nước, khí sinh ra từ các nhà vệ sinh, hơi dung môi từ các quá trình công nghiệp, bụi từ gỗ và kim loại từ các quá trình cơ khí. Không khí có thể được thải ra thông qua những chụp hút áp lực hoặc qua việc sử dụng quạt và nén một khu vực đặc biệt.
Một hệ thống thoát khí nội bộ bao gồm 5 bộ phận cơ bản. 
- 1/ Một chụp hút để giữ lại các chất ô nhiễm tại nguồn
- 2/ Các ống gió để vận chuyển không khí
- 3/ Một thiết bị làm sạch không khí để loại bỏ hoặc giảm thiểu các chất ô nhiễm
- 4/ Quạt để di chuyển không khí qua hệ thống
- 5/ Một ống xả để loại bỏ không khí bị ô nhiễm [22]

Ở nước Anh, việc sử dụng LEV phải theo những quy định của Khối An toàn và Sức khỏe (HSE) đưa ra, hay còn gọi là Sự kiểm soát các chất độc hại đối với sức khỏe (COSHH). Theo COSHH, việc ban hành này là để bảo vệ những người sử dụng hệ thống LEV bằng cách đảm bảo rằng mọi thiết bị đều được kiểm tra ít nhất mỗi 14 tháng để chắc rằng hệ thống LEV hoạt động tốt. Mọi bộ phận của hệ thống phải được nghiệm thu bằng mắt thường và kiểm tra kỹ càng và bất cứ chỗ nào mà các bộ phận được cho là bị lỗi thì người kiểm tra phải đưa ra nhãn dán màu đỏ để xác định bộ phận lỗi và kết quả.
Chủ sở hữu của hệ thống LEV ngay sau đó phải đem sửa các bộ phận bị lỗi hoặc thay thế trước khi có thể sử dụng lại.

## Sự thông gió và sự cháy
Sự cháy (ví dụ: lò sưởi, bếp ga, nến, đèn dầu…) tiêu thụ khí oxy, thải ra khí cacbon dioxide cùng các khí có hại khác và khói, do đó cần phải có sự thông gió. Một ống khói mở cải thiện sự xâm nhập (thông gió tự nhiên) bởi vì sự thay đổi áp suất chân không được tạo ra bởi không khí ấm, nổi lên trên và thoát ra ngoài qua ống khói. Không khí ấm được thay thế bằng không khí lạnh và nặng hơn.
Sự thông gió trong một cấu trúc cũng cần thiết để loại bỏ hơi nước tạo ra bởi sự hô hấp, đốt và nấu nướng, và để loại bỏ các mùi hôi. Nếu hơi nước được để ngưng tụ, nó có thể gây hư hại cấu trúc, vỏ cách nhiệt, vật liệu hoàn thiện bề mặt. Khi hoạt động, máy điều hòa không khí thường loại bỏ lượng ẩm thừa trong không khí. Máy hút ẩm cũng có thể thích hợp cho việc này.
Hút thuốc và sự thông gió
Tiêu chuẩn ASHRAE số 62 khẳng định rằng lượng không khí được loại bỏ từ khu vực cùng với khói thuốc lá ngoài môi trường sẽ không được tuần hoàn trở lại dòng không khí không có khói thuốc lá. Không gian với khói thuốc lá sẽ cần phải thông gió nhiều hơn để đạt được chất lượng không khí mà có thể cảm nhận được tương đương với môi trường không có khói thuốc lá.
Lượng thông gió trong khu vực có khói thuốc lá thì bằng với lượng thông gió trong khu vực không khói thuốc lá cộng với V, và V được tính như sau:
- V= DSD × VA × A/60E
- V = Lưu lượng thêm được đề nghị trong CFM (L/s)
- DSD = mật độ khói thuốc theo tính toán (Số điếu thuốc ước lượng được hút trong một đơn vị diện tích)
- VA = thể tích không khí thông gió cứ mỗi điếu thuốc trong một căn phòng đang được tính toán
- E = hiệu suất loại bỏ chất ô nhiễm.[23]

## Những vấn đề
Với các dạng khí hậu nóng, ẩm, dòng không khí thông gió không được điều hòa sẽ đưa đến khoảng một cân Anh (pound) nước mỗi ngày cứ mỗi cfm của lượng không khí ngoài trời, tính trung bình hàng năm. Đây là một lượng ẩm lớn, và nó có thể gây ra các vấn đề về ẩm thấp hay mốc trong nhà rất nghiêm trọng.
- Hiệu suất thông gió được xác định bởi thiết kế và bố cục, và phụ thuộc vào sự sắp đặt với lân cận của các lối thoát và hồi khí. Nếu chúng được đặt gần nhau, lượng khí bổ sung sẽ trộn lẫn với khí thải, giảm hiệu suất của hệ thống HVAC và gây ra các vấn đề về chất lượng không khí.
- Sự mất cân bằng trong hệ thống xảy ra khi các thành phần trong hệ thống HVAC được lắp đặt hay điều chỉnh không thích hợp, và có thể gây ra sự chênh lệch áp suất (quá nhiều không khí tuần hoàn sẽ tạo nên gió lùa, quá ít sẽ gây ra sự tù đọng)
- Sự ô nhiễm chéo xảy ra khi có sự chênh lệch áp suất phát sinh, đẩy dòng khí có khải năng bị ô nhiễm từ một vùng sang vùng không ô nhiễm. Điều này thường bao gồm các mùi hôi không mong muốn hoặc là VOCs (Volative organic compounds - hợp chất hữu cơ dễ bay hơi.)
- Sự tái nhập khí xả xảy ra khi lối thoát khí xả và lối hút khí tươi quá gần nhau, hoặc do hướng gió làm thay đổi dòng khí, hoặc do sự xâm nhập lẫn nhau của dòng khí xả và dòng khí cấp.
- Sự cuốn theo dòng khí ô nhiễm bên ngoài thông qua lối hút khí sẽ gây ra sự ô nhiễm không khí bên trong. Có rất nhiều nguồn khí bị ô nhiễm ở bên ngoài, từ các vấn đề phát sinh bên công nghiệp, đến các hợp chất hữu cơ dễ bay hơi từ các công trình xây dựng gần đó.

## Những phương pháp đo chất lượng không khí
Phương pháp hệ số thông gió được tính toán dựa trên tiêu chuẩn và nó quy định tốc độ mà dòng khí thông gió phải được chuyển tới một không gian và những thiết bị để điều hòa dòng khí đó. Chất lượng không khí được đánh giá (thông qua việc đo lượng CO2) và các hệ số thông gió được tính toán bằng cách sử dụng các hằng số. Phương pháp đo chất lượng không khí bên trong sử dụng một hoặc nhiều hướng dẫn cho thông số kỹ thuật của nồng độ có thể chấp nhận được của các chất ô nhiễm nhất định nhưng không quy định hệ số thông gió hay phương pháp xử lý không khí. Điều này hướng đến sự đánh giá định lượng và chủ quan, và dựa trên phương pháp hệ số thông gió. Nó cũng giải thích cho các chất gây ô nhiễm tiềm tàng mà có thể không có giới hạn đo lường, hoặc cho những chất mà không được đặt ra giới hạn (chẳng hạn như formaldehyde bốc ra từ thảm và vật dụng gỗ)